# Дивљи босиљак
Дивљи босиљак или горка метвица, верем трава, марулка (лат. Clinopodium nepeta), је вишегодишња зељаста биљка из породице уснатица (Lamiaceae).

## Синоними
Према Флори Европе правилнији (у односу на Calamintha officinalis) стручни назив ове биљке је Calamintha nepeta, иако је претходни (C. officinalis) одомаћен у литератури на српском језику.